# Manuel Basilio Bustamante
Manuel Basilio Bustamante Piris (* 20. Juni 1785 in San Carlos; † 11. November 1863 in Montevideo) war ein uruguayischer Politiker.
Bustamante, der der Partido Colorado angehörte, saß ab 1830 während der ersten bis dritten Legislaturperiode mit Unterbrechungen bis 1841 als Abgeordneter für die Departamento Colonia, Soriano und Maldonado in der Cámara de Representantes. Hier übte er in den Jahren 1830 bis 1833 zunächst das Amt des ersten Vizepräsidenten des Repräsentantenhauses aus. 1839 hatte er schließlich die Kammerpräsidentschaft inne.
Anschließend war er als Senator für das Departamento Maldonado (26. Oktober 1841–6. März 1844; des Amtes enthoben wegen Sitzungs-Abwesenheit) und später für Paysandú (14. Februar 1855–21. Oktober 1857 und 13. Februar 1858–15. Juli 1860) tätig. Dabei hatte er auch hier in den Jahren 1841 bis 1843 zunächst das Amt des zweiten Vize-Präsidenten und 1854 das des ersten Vize-Präsidenten der Cámara de Senadores inne. Im Jahr 1855 übernahm er schließlich die Funktion des Kammerpräsidenten.
Vom 11. September 1855 bis zum 15. Februar 1856 oblag ihm dabei nach dem Rückzug Venancio Flores’ während der Rebellion der Konservativen zusätzlich die Ausübung der Exekutivgewalt des Landes als Nachfolger Luis Lamas’.